# Капустинка (Алтайский край)
Капустинка — посёлок в Баевском районе Алтайского края России. Входит в состав Прослаухинского сельсовета.

## География
Посёлок находится в северо-западной части Алтайского края, в лесостепной приобской зоне, на правом берегу реки Кулунда, на расстоянии примерно 13 километров (по прямой) к востоку-северо-востоку (ENE) от посёлка Баево, административного центра района. Средняя температура января −18,7 °C, июля — +19,4 °C. Годовое количество осадков — 330 мм.

## История
Деревня Капустинка была основана а 1907 году. В 1928 году в деревне функционировала школа, имелось 125 хозяйств, проживало 598 человек. В административном отношении Капустинка являлась центром сельсовета Баевского района Каменского округа Сибирского края.

## Население
| 1926 | 1997 | 1998 | 1999 | 2000 | 2001 | 2002 |
| ---- | ---- | ---- | ---- | ---- | ---- | ---- |
| 598  | ↘157 | ↘149 | ↘147 | ↘140 | ↘138 | ↘123 |
| 2003 | 2004 | 2005 | 2006 | 2007 | 2008 | 2009 |
| ↗126 | ↘124 | ↘98  | ↘89  | ↘85  | ↘61  | ↘41  |
| 2010 | 2011 | 2012 | 2013 |      |      |      |
| ↘39  | →39  | ↗40  | →40  |      |      |      |

Согласно результатам переписи 2002 года, в национальной структуре населения русские составляли 93 %.

## Улицы
Уличная сеть посёлка состоит из 3 улиц.